# Refinería
Una refinería es una instalación industrial dedicada al proceso de refinación de materias primas para obtener productos de mayor valor agregado que se comercializan en el mercado. Las refinerías más conocidas son las de petróleo, donde se obtienen naftas, gasoil, etc; las de aceite vegetal, donde se obtienen aceites comestibles; y las de alcohol, donde se destilan licores y bebidas alcohólicas.

## Refinación de aceites vegetales - Pretratamiento para biodiésel

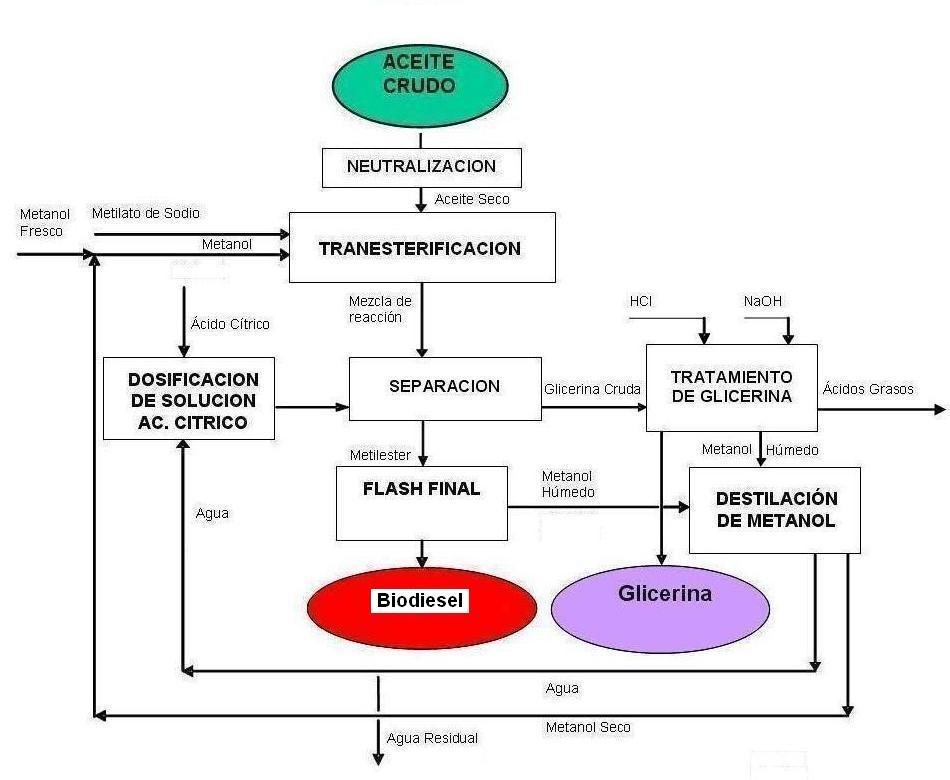
Esquema de una refinería para el pretratamiento de aceite vegetal para biodiésel

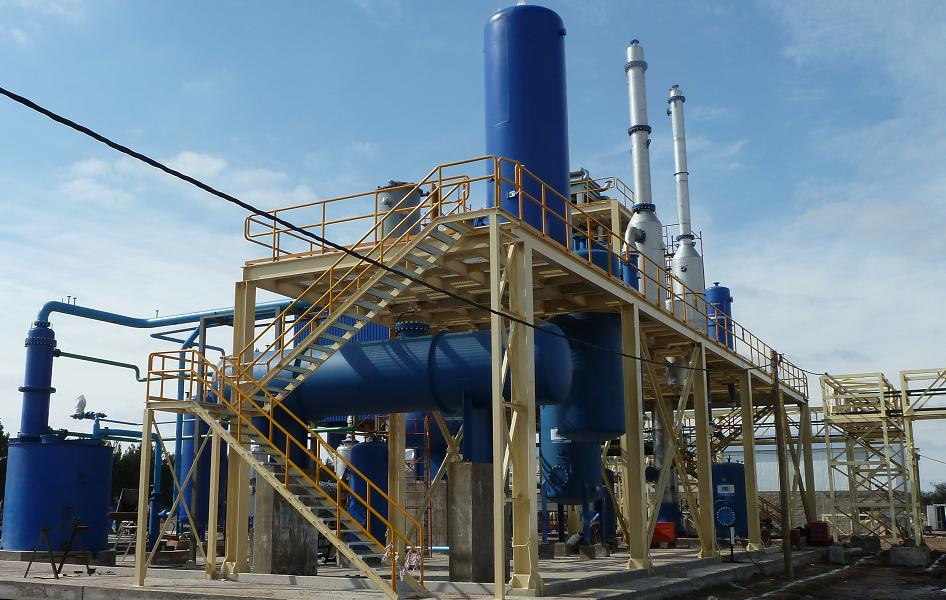
Planta de pretratamiento del aceite para planta de biodiésel.

El pretratamiento consiste en someter al aceite crudo a las operaciones necesarias para obtener un producto final apto para ser utilizado como materia prima en una planta productora de biodiésel.
El objetivo de este pretratamiento es eliminar los constituyentes no deseados del aceite crudo; impurezas tales como ácidos grasos, fosfátidos, pigmentos, metales, etc., con el mínimo daño posible a los glicéridos y la mínima pérdida de constituyentes deseables.
El aceite crudo obtenido de la etapa de extracción contiene cantidades variables de co-constituyentes como ácidos grasos, mono- y di-glicéridos, fosfátidos, esteroles, tocoferoles, pigmentos, vitaminas, trazas de pesticidas, metales pesados, etc. Algunos de ellos tienen un impacto positivo en la calidad del aceite (los tocoferoles son antioxidantes) pero otros, como por ejemplo los fosfolípidos, los ácidos grasos libres y los metales, deben ser removidos para obtener un producto de características deseadas.
Las etapas del proceso de pretratamiento son las siguientes:
- Acondicionamiento ácido
- Neutralización
- Separación
- Secado

### Acondicionamiento ácido
Ciertos fosfátidos son no hidratables y forman sales con metales como Calcio y Magnesio. Dichas sales no son solubles en agua, por lo que deben ser transformados para hacerlos hidratables. Esta transformación se hace poniendo en contacto el aceite con un agente de desgomado (por ejemplo caso ácido fosfórico) bajo agitación. El ácido rompe los complejos, resultando la formación de fosfátidos solubles en agua. El proceso se lleva a cabo a una temperatura de entre 85 °C y 95 °C.

### Neutralización
El aceite acondicionado con ácido es impulsado a un reactor con soda cáustica donde la mezcla es retenida un tiempo hasta completar las reacciones de saponificación de los ácidos grasos y neutralización del exceso de ácido fosfórico. El mezclado se efectúa a baja velocidad para evitar la formación de una emulsión que no permita la separación de fase en la próxima etapa.

### Separación
La separación se realiza con una centrífuga auto-limpiante lo que permite largos períodos de operación antes de tener que desarmar el bowl para limpiar los platos. Este separador centrífugo remueve la borra presente en el aceite. La frecuencia de limpieza depende de diversos factores, como ser calidad del agua de maniobra, calidad/origen del aceite, etc.

### Secado
Un intercambiador de calor eleva la temperatura del aceite a 105 °C aproximadamente con el objetivo de extraer la humedad remanente. El aceite ingresa al secador a través de una serie de sprayers y al ser dispersado y tomar contacto con una atmósfera que se encuentra bajo vacío, el agua se evapora.

## Refinación de aceites comestibles - Tratamiento final
El objetivo de esta refinación es eliminar los constituyentes no deseados del aceite crudo, impurezas tales como ácidos grasos, fosfátidos, pigmentos, metales, etc., con el mínimo daño posible a los glicéridos y la mínima pérdida de constituyentes deseables. Algunos de estos productos tienen un impacto positivo en la calidad del aceite, por ejemplo los tocoferoles protegen el aceite de la oxidación. Los fosfátidos también protegen de la oxidación al aceite crudo, pero deben ser eliminados porque interfieren en el proceso. Otros constituyentes del aceite causan espuma, producen precipitado o colorean el aceite. 
Esta refinación permite obtener un producto final con color, olor y estabilidad especificados para ser consumidos por las familias. Las etapas son las siguientes: 
- Pretratamiento con sílice activada
- Blanqueo o decoloración
- Desodorización

### Pretratamiento con sílice activada
El pretratamiento con sílice activada sirve para eliminar trazas de fosfolípidos, jabones, metales y otros productos residuales presentes en el aceite neutro antes de que este o la grasa pasen a la etapa siguiente de blanqueo. Estos productos son removidos mediante la mezcla del aceite con tierras adsorbentes adecuadas como la sílice. Luego del tiempo de residencia necesario para la adsorción, la mezcla es transferida a un blanqueador donde se lleva a cabo la remoción de los compuestos coloreados y elimina su contenido de agua.

### Blanqueo o decoloración

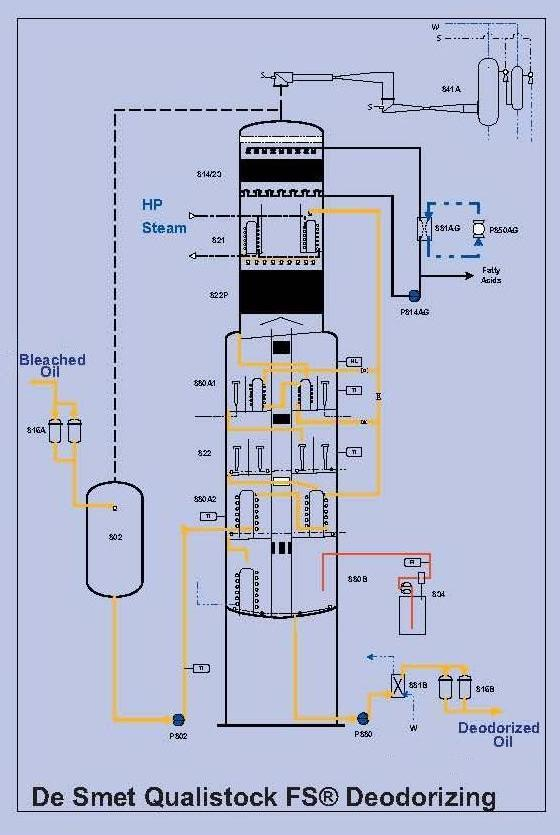
Esquema de un desodorizador de aceite vegetal

El principal propósito de la decoloración es eliminar los componentes que producen color, por adsorción, hasta obtener un producto final con el color deseado, por otro lado, en una refinación convencional, la decoloración sirve también para eliminar trazas de jabones antes de que el aceite o la grasa pase a la etapa de Desodorización.
La tierra es removida en filtros. Antes de descargar el filtro se realiza un soplado con vapor para reducir las pérdidas de aceite en la torta de filtración. Un nuevo filtrado con filtros tipo bolsa elimina las trazas de tierra que pudieran haber pasado. 
Un secado (mantenido al mismo vacío que el decolorador) modifica la estructura de los poros evitando la desorción de los compuestos retenidos. El vacío evita cualquier fenómeno de oxidación. Queda, así, el aceite parcialmente secado.

### Desodorización
La desodorización es generalmente la etapa final en la refinación de aceites vegetales. El propósito de este proceso es la remoción de diversas sustancias presentes que confieren características indeseables, como ser: olor, color, gusto y acidez. 
Por ser dichas sustancias más volátiles que el aceite, se las destila en condiciones de a alta temperatura y vacío utilizando vapor directo. La velocidad de remoción dependerá de la temperatura y de la presión a la que la desodorización se lleve a cabo. 
El proceso de desodorización se realiza en un equipo concebido para operar en régimen continuo a una capacidad de producción constante e involucra las siguientes operaciones: 
- Desaireado 
- Precalentamiento (recuperación de calor) 
- Calentamiento 
- Desodorización 
- Pre-enfriamiento (recuperación de calor) 
- Recuperación de ácidos grasos. 
Un atributo particular del desodorizador es que las operaciones anteriores se llevan a cabo en una única columna vertical, bajo el mismo vacío, asegurando, junto con el tiempo de desodorización, la temperatura adecuada y la correcta inyección de vapor, una perfecta desodorización. 
Previo a que el aceite desodorizado y enfriado sea enviado a los tanques de almacenamiento, es filtrado en filtros bolsa para que adquiera brillo.

## Refinería (destilería) de petróleo

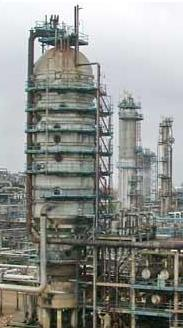
Torre de destilación de petróleo.

En las refinerías se transforma al petróleo que está compuesto por miles de hidrocarburos en fracciones, de composición y propiedades aproximadamente constantes, que destilan entre dos temperaturas prefijadas. Las refinerías tienen diferentes complejidad según las distintas plantas instaladas. Sus productos principales son naftas, querosenos, gas oils, diésel y fuel oil. 

### Plantas en una destilería (refinería) de petróleo

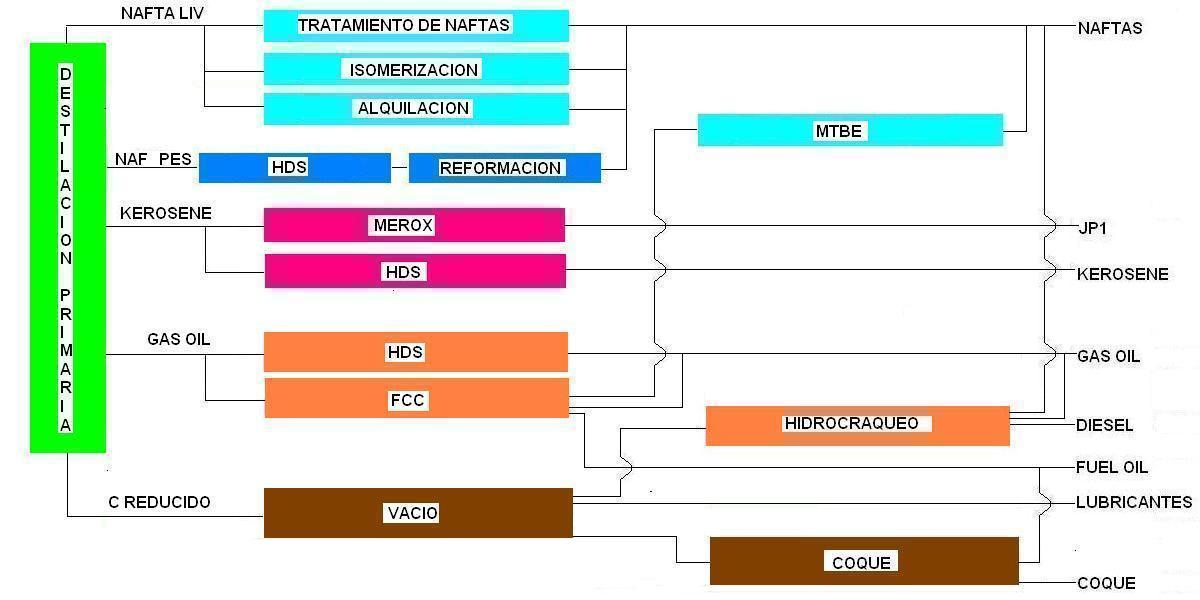
Diagrama de una refinería

Una destilería debe estar diseñada para tratar una gama bastante amplia de petroleos. En aquellos lugares donde las reservas estimadas de crudo se proyectan similares en calidad, las refinerías son concebidas para tratar solamente ese tipo de crudo. Existen refinerías simples (con algunas unidades de procesamiento) y complejas (con un gran número de unidades).
- Destilación al vacío del residuo de topping

- Unidades de hidrodesulfuración (eliminación del azufre) de GLPs, Naftas, Kerosene y Gas oil para permitir la posterior reformación

- Unidad de Isomerización de naftas livianas en isoparafinas de alto índice de octano

- Tratamiento con soda cáustica de nafta o kerosene (unidad Merox)

- Unidad de reformado de naftas pesadas de bajo octanaje en hidrocarburos aromáticos de alto índice de octano

- La planta de MTBE produce un aditivo para incrementar el octanaje de la nafta sin plomo

- Alquilación que produce livianos con un número de octanos superior

- Hidrocraqueo de gas oil resultante de la Unidad de Vacío (en presencia de hidrógeno y de un catalizador) en gasoil de mayor valor añadido.

- Coquización para reducir los excedentes de fue oil pesado de bajo valor dejando un carbono casi puro, denominado coque.

- Planta de Hidrógeno para los procesos de hidrodesulfuración e hidrocraqueo

- Procesos de Mezcla (Blending) para lograr calidad final con agregado de aditivos y colorantes.